# ステロイド-15β-モノオキシゲナーゼ
ステロイド-15β-モノオキシゲナーゼ（steroid 15β-monooxygenase）は、次の化学反応を触媒する酸化還元酵素である。
プロゲステロン + 還元型フェレドキシン + O2 {\displaystyle \rightleftharpoons } 15β-ヒドロキシプロゲステロン + 酸化型フェレドキシン + H2O
この酵素の基質はプロゲステロン、還元型フェレドキシン、O2で、生成物は15β-ヒドロキシプロゲステロン、酸化型フェレドキシンとH2Oである。
組織名はprogesterone,reduced-ferredoxin:oxygen oxidoreductase (15β-hydroxylating)で、別名にcytochrome P-450meg、cytochrome P450meg、steroid 15β-hydroxylase、CYP106A2、BmCYP106A2がある。